# Нуэр

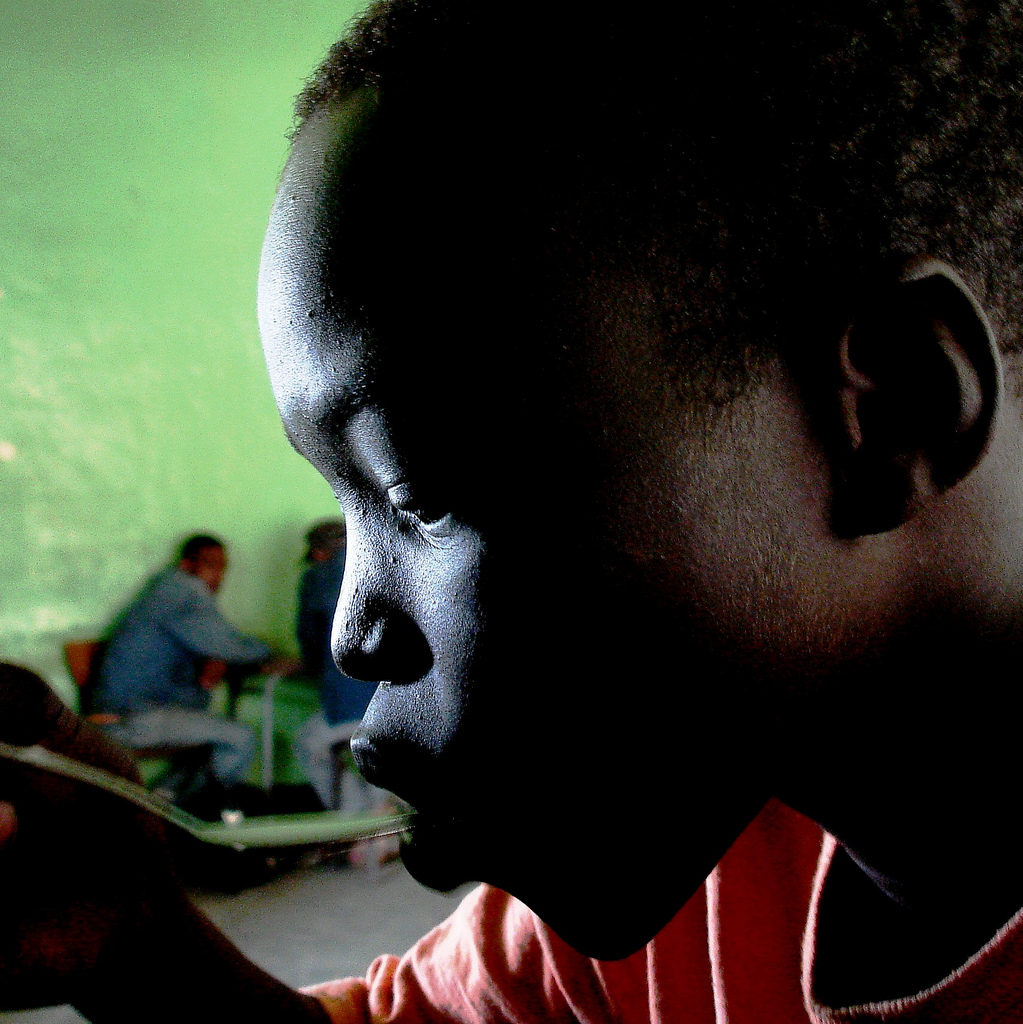

Нуэ́р (нуэры, аббинар; самоназвание — тог наат, наас) — один из крупнейших племенных союзов Восточной Африки, входят в группу нилотов. Проживают в Южном Судане и на западе Эфиопии. Общая численность — около 1,7 млн человек.

## Язык
Язык нуэр (самоназвание — таг наас) входит в нилотскую ветвь кир-аббайской семьи восточносуданских языков (нило-сахарская макросемья). Диалекты — нуэр, атьуот.

## Хозяйство и быт
Ритм жизни народа определяется, главным образом, сезонными изменениями климата. В период летней засухи отдельные поселения собираются в стойбища, кочевые общины и отправляются со стадами к болотам и берегам рек. В это время происходит интенсификация межплеменных контактов, которые угасают с наступлением разлива притоков Нила. Саванна заболачивается, и нуэр вынуждены распадаться на изолированные поселения, укрываясь по возвышенностям и холмам, окружённым водой.

### Скотоводство и земледелие
Скотоводство подвижной отгонно-пастбищной формы лежит в основе хозяйственной деятельности племён. Нуэры разводят крупный рогатый скот, коз и овец. Мужчины обычно занимаются выпаской, женщины и дети доят животных.
Скот традиционно играет важную экономическую, символическую и религиозную роль в жизни нуэр. При заключении брака статус супругов закрепляется передачей скота, принадлежащего жениху, семье невесты. Таким образом, будущий муж получает право на потомство. Цвета и разновидности коров и быков часто служат источником имён нуэр. Посредством домашнего скота нуэр общаются с духами и божествами. Втирая пепел в спину коровы или быка, они вступают в контакт с потусторонними силами, у которых хотят попросить помощи. И, конечно, ни одна церемония не обходится без жертвоприношения в виде коз, баранов или быков.
Отношения с соседями у этих племён также определяются их скотоводческими взглядами. Нуэр испытывают глубокое презрение к тем, кто не владеет обширными стадами (например, народ ануак), готовы жертвовать жизнью, ведя войны с племенами динка за пастбища и скот.
В дополнение к скотоводству нуэр занимаются ручным земледелием. Посевные работы начинаются в конце мая, с приходом дождей. Выращивают просо, маис, кунжут, арахис, арбузы, тыквы, различные бобовые.

### Ремесленное производство
Нуэр изготавливают домашнюю утварь, оружие и другие предметы для личного пользования и на обмен с соседними племенами. Основным материалом служат кожа, шкуры, рога, глина, тыквы, дерево и растительные волокна.

### Жилища и хозяйственные постройки
Жилище нуэр — тукул, круглая хижина с конической крышей, каркасными стенами из ветвей, обмазанных смесью глины, навоза и соломы. Таких хижин в деревне бывает около 20—30. Подобные сооружения приходится отстраивать заново в среднем каждые 5—6 лет. В период летнего кочевья нуэр живут в лёгких овальных хижинах, рядом расположены загоны для скота — краали. Летние стойбища находятся в десятках километров от постоянных поселений, деревни же расположены в 10—20 км друг от друга.

### Пища
В повседневный рацион этих племён входит мясо (забивается обычно старый скот), молоко, в том числе — смешанное с кровью, рыба, дичь, фрукты и овощи, лепёшки.

### Одежда
Набедренная повязка — традиционная мужская одежда, женщины носят передник из кожи, украшенный бахромой с нанизанными на них бусинами. Украшения — браслеты из меди, кости, дерева для ног и рук, ожерелья из бус, раковин, плетения. Амулеты обычно выполнены из кожи, травы, зубов хищников.

### Традиционная социальная организация
Счёт родства патрилинейный, брачные поселения патрилокальные. Браки в основном моногамные, но в некоторых случаях практикуется полигиния. Жених выплачивает семье невесты калым в виде скота (стандартно — сорок голов). Семья считается полноценной только после выплаты женихом калыма в виде крупного рогатого скота и после рождения ребёнка. Для отличия от других племён, населяющих данную местность, нуэр носят на лбу шрамы в виде ровных горизонтальных полос.